# Manan 1,2-(1,3)-alfa-manozidaza
Manan 1,2-(1,3)-alfa-manozidaza (EC 3.2.1.77, ekso-1,2-1,3-alfa-manozidaza, 1,2-1,3-alfa-D-manan manohidrolaza) je enzim sa sistematskim imenom (1->2)-(1->3)-alfa-D-manan manohidrolaza. Ovaj enzim katalizuje sledeću hemijsku reakciju
hidroliza (1->2)- i (1->3)-veza u kvaščanom mananu, kojom se odvaja manoza
1,6-alfa-D-mananska osnova se zadržava nakod dejstva kvašćanog manana.

## Literatura
- Nicholas C. Price; Lewis Stevens (1999). Fundamentals of Enzymology: The Cell and Molecular Biology of Catalytic Proteins (Third изд.). USA: Oxford University Press. ISBN 019850229X.
- Eric J. Toone (2006). Advances in Enzymology and Related Areas of Molecular Biology, Protein Evolution (Volume 75 изд.). Wiley-Interscience. ISBN 0471205036.
- Branden C; Tooze J. Introduction to Protein Structure. New York, NY: Garland Publishing. ISBN 0-8153-2305-0.
- Irwin H. Segel. Enzyme Kinetics: Behavior and Analysis of Rapid Equilibrium and Steady-State Enzyme Systems (Book 44 изд.). Wiley Classics Library. ISBN 0471303097.

## Spoljašnje veze
- Mannan+1,2-(1,3)-alpha-mannosidase на 